# Bring Your Own Brigade
Bring Your Own Brigade е американски документален филм от 2021 г., режисиран, продуциран и написан от Луси Уокър. Той разказва за последствията на Лагерния огън през 2018 г., най-смъртоносният и унищожителен огън в историята на Калифорния.
Премиерата на филма се състои на филмовия фестивал „Сънданс“ на 29 януари 2021 г. Пуснат е по кината на 6 август 2021 г. от „Парамаунт Пикчърс“ и CBSN Films, както и чрез стрийминг платформата „Парамаунт+“.